# Strobilanthes heteromallus
Strobilanthes heteromallus är en akantusväxtart som beskrevs av T. Anders. och C. B. Cl.. Strobilanthes heteromallus ingår i släktet Strobilanthes och familjen akantusväxter. Inga underarter finns listade i Catalogue of Life.